# Lutz Simon

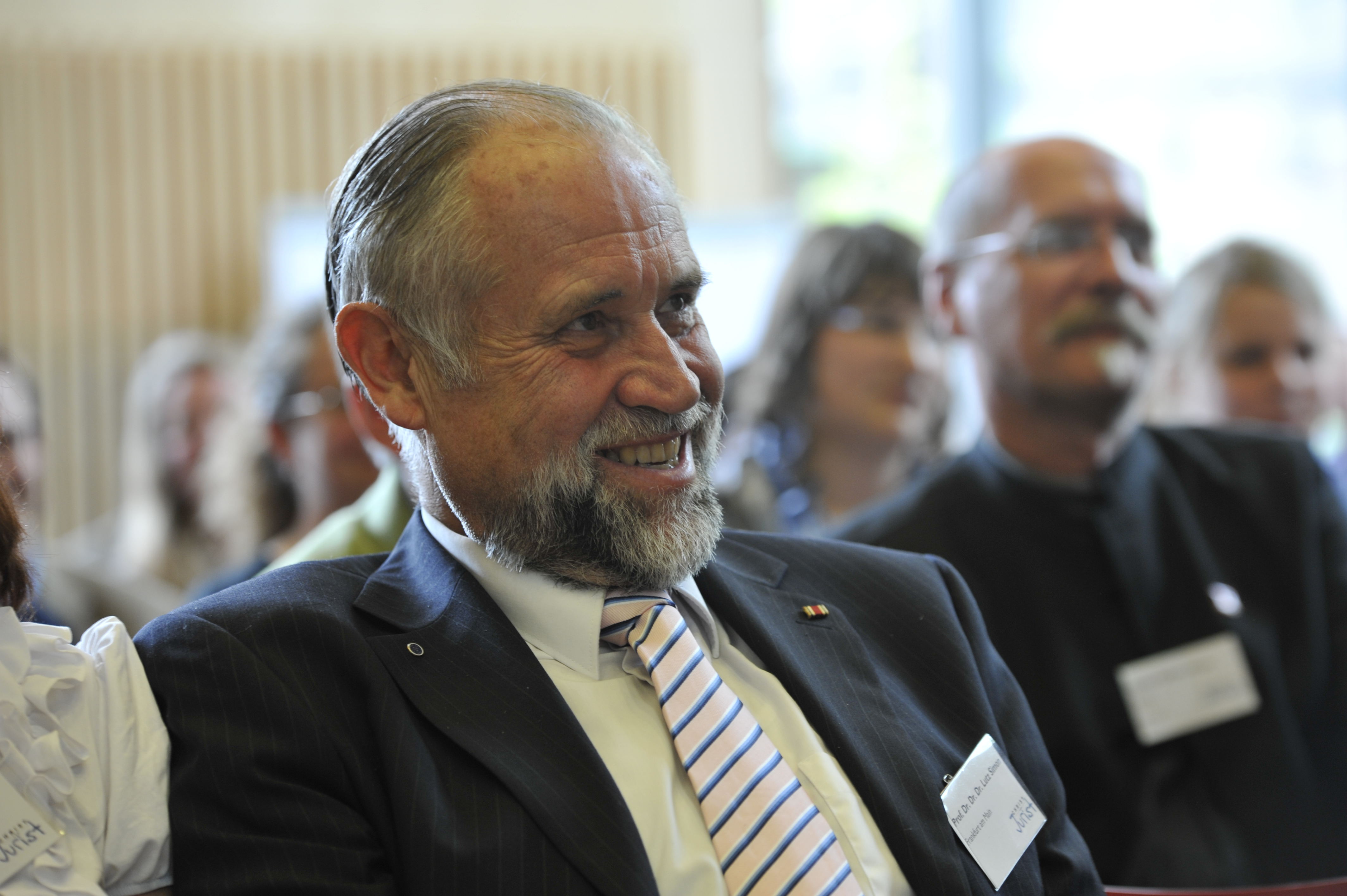
Lutz Simon, 2012

Lutz Udo Max Simon (* 3. September 1941 in Neurode, Kreis Glatz, Niederschlesien) ist ein deutscher Jurist.

## Leben
Ab 1961 studierte er Rechtswissenschaften, Betriebswirtschaftslehre und Volkswirtschaftslehre an der Johann Wolfgang Goethe-Universität Frankfurt am Main und der Julius-Maximilians-Universität Würzburg. 1969 bekam er die Zulassung zum Rechtsanwalt am Landgericht Frankfurt am Main und den Amtsgerichten.
1971 promovierte Lutz Simon in Würzburg zum Dr. iur. utr. mit dem Thema Das Betriebsgeheimnis unter besonderer Berücksichtigung des Betriebsverfassungsgesetzes und des Gesetzes gegen den unlauteren Wettbewerb. 1979 bekam er die Zulassung als Fachanwalt für Steuerrecht und wurde zum Notar im Oberlandesgerichtsbezirk Frankfurt am Main mit dem Amtssitz in Frankfurt am Main ernannt. Am 30. September 2011 beendete er das Notariat.
1986 promovierte Lutz Simon zum Dr. phil. an der Johann-Wolfgang-Goethe-Universität mit dem Thema Theorie der Normen – Normentheorien. Eine kritische Untersuchung von Normenbegründungen angesichts des Bedeutungsverlustes des metaphysischen Naturrechts. 1986 absolvierte er die Prüfung zum Magister Artium (Hauptfach: Katholische Theologie; Nebenfächer: Rechtsgeschichte und Philosophie) mit dem Thema Hauptanliegen der johanneischen Passionsdarstellung (Joh 18–19).
1993 promovierte er zum Dr. theol. an der Philosophisch-Theologischen Hochschule Sankt Georgen (Hochschule der Jesuiten) in Frankfurt am Main mit dem Thema: Petrus und der Lieblingsjünger im Johannesevangelium – Amt und Autorität.
Seit September 1996 ist Simon Professor für Privat- und Wirtschaftsrecht an der Fachhochschule Frankfurt am Main im Fachbereich Wirtschaft. 1999 erfolgte die Zulassung als Fachanwalt für Strafrecht.
Seit 2003 war Lutz Simon Mitglied im Präsidium der Rechtsanwaltskammer Frankfurt am Main, von 2007 bis 2013 Präsident der Rechtsanwaltskammer Frankfurt am Main. Von 2012 bis 2013 übernahm er die Präsidentschaft der Fédération des Barreaux d’Europe (FBE) („Verband der Europäischen Rechtsanwaltskammern“). Zum 31. August 2015 gab Lutz Simon die Zulassung zum Fachanwalt für Steuerrecht und die Zulassung zum Fachanwalt für Strafrecht auf. Zum 31. Dezember 2017 hat er seine Rechtsanwaltszulassung zurückgegeben. Die Rechtsanwaltskammer Frankfurt hat ihm die Weiterführung der Bezeichnung „Rechtsanwalt“ gestattet.
2008 wurde Lutz Simon zum Präsidenten des Resozialisierungsfonds für Straffällige gewählt.
Seit 2013 ist er Schirmherr der Ombudsstelle für Kinder- und Jugendrechte in Hessen.
Im Jahre 2001 wurde ihm zum 60. Geburtstag die Festschrift Alles, was ist, ist Recht gewidmet.
Im November 2005 wurde er zum ordentlichen Mitglied der Europäischen Akademie der Wissenschaften und Künste berufen.
Lutz Simon wurde 2007 das Bundesverdienstkreuz durch den Bundespräsidenten verliehen.
Im Mai 2013 wurde Lutz Simon der Hessische Verdienstorden durch den Hessischen Ministerpräsidenten Volker Bouffier überreicht.

## Schriften (Auswahl)
- Das Betriebsgeheimnis unter besonderer Berücksichtigung des Betriebsverfassungsgesetzes und des Gesetzes gegen den unlauteren Wettbewerb. Dissertation, 1971, OCLC 163519641.
- Radio Eriwans neues Wörterbuch (= Die kleine Bibliothek). Englisch, Wiesbaden 1984, ISBN 3-88140-172-5.
- Theorie der Normen – Normentheorien. Eine kritische Untersuchung von Normenbegründungen angesichts des Bedeutungsverlusts des metaphysischen Naturrechts (= Europäische Hochschulschriften; Reihe 20: Philosophie. Band 206). Lang, Frankfurt am Main [u. a.] 1987, ISBN 3-8204-9837-0 (Zugleich: Dissertation, Goethe-Universität Frankfurt, 1986).
- Petrus und der Lieblingsjünger im Johannesevangelium. Amt und Autorität (= Europäische Hochschulschriften; Reihe 23: Theologie. Band 498). Lang, Frankfurt am Main [u. a.] 1994, ISBN 3-631-46433-9 (Zugleich: Dissertation, Philos.-Theol. Hochschule St. Georgen, 1993).
- (Hrsg.): Wissenschaft contra Gott? Glauben in einem atheistischen Umfeld (= Christliches Professorenforum. Band 1). Hänssler, Holgerlingen 2007, ISBN 978-3-7751-4604-3.
- mit Hans-Joachim Hahn (Hrsg.): Europa ohne Gott? Auf der Suche nach unserer kulturellen Identität. Hänssler, Holgerlingen 2007, ISBN  	978-3-7751-4693-7.
- mit Hans-Joachim Hahn: Höllensturz und Hoffnung. Warum unsere Zivilisation zusammenbricht und wie sie sich erneuern kann. Olzog, München 2013, ISBN 978-3-7892-8197-6.